# Onze-Lieve-Vrouw-van-Lourdeskapel (Kerkrade)
De Onze-Lieve-Vrouw-van-Lourdeskapel of kortweg Lourdeskapel is een kapel in de wijk Vink in de Nederlands Zuid-Limburgse gemeente Kerkrade. De kapel staat op het Plateau van Kerkrade en bevindt zich onder lindebomen aan een plein in de wijk, aan de splitsing van de Bernard Pothaststraat en de Joseph Rietrastraat.
De kapel is gewijd aan Maria, specifiek aan Onze-Lieve-Vrouw van Lourdes.

## Geschiedenis
In 1905 werd er een Lourdeskapel gebouwd aan de Sint-Pietersstraat. Deze kapel kreeg last van mijnschade en werd daarom in 1946 afgebroken.
In 1946 werd een nieuwe kapel ter vervanging van de oude op ongeveer 100 meter afstand staande kapel gebouwd. De bouw werd uitgevoerd door door de mijn Laura en de Jongelingenvereniging Sint Johannes Bergmans en de mijn schonk de kapel aan de wijk.

## Bouwwerk
De bakstenen kapel is gebouwd op een achthoekig plattegrond onder een achtzijdig tentdak van kunstleien en op de top een smeedijzeren kruis dat van de oude kapel afkomstig is. De drie achterste gevels zijn blind. De linker- en rechtergevel zijn elk voor zien van een segmentboogvenster. De drie voorste gevels zijn open, elk overspannen met een segmentboog, ertussen steeds een ronde pilaar, en worden elk afgesloten door een ijzeren hekwerk. De aanzetstenen van de bogen zijn uitgevoerd in gele cementstenen blokken, waarvan de middelste twee rusten op de pilaren.
Van binnen zijn de wanden in baksteen uitgevoerd, maar zijn deels aan het zicht onttrokken door de nabootsing van een Lourdesgrot tegen de achterwand van de kapel. Deze nabootsing in natuursteen is aangekleed met planten, kadelaars en in het midden in een nis een beeld van Onze-Lieve-Vrouw. Maria heeft haar handen gevouwen en kijkt omhoog, terwijl ze blootsvoets op groene takken staat. Links van het Mariabeeld is een beeld van een al knielend biddende Bernadette Soubirous geplaatst. Voor deze natuurstenen wand is een massief altaar van grove breuksteen geplaatst, waarop een zwart altaarblad is geplaatst.